# ایزن‌دیکه
ایزن‌دیکه (به هلندی: IJzendijke) یک منطقهٔ مسکونی در هلند است که در اسلایس واقع شده‌است. ایزن‌دیکه ۲٬۱۵۵ نفر جمعیت دارد.

## نگارخانه

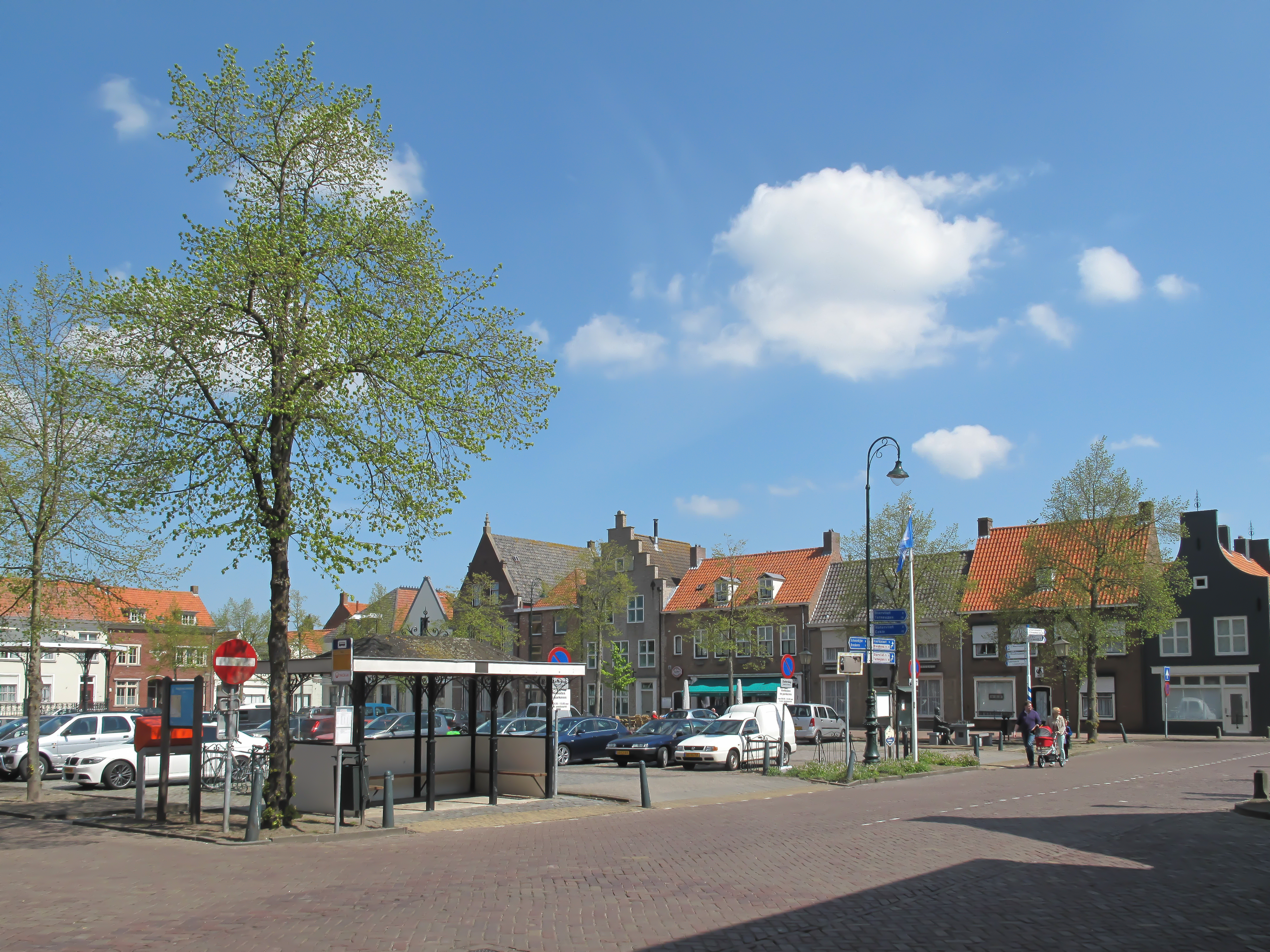
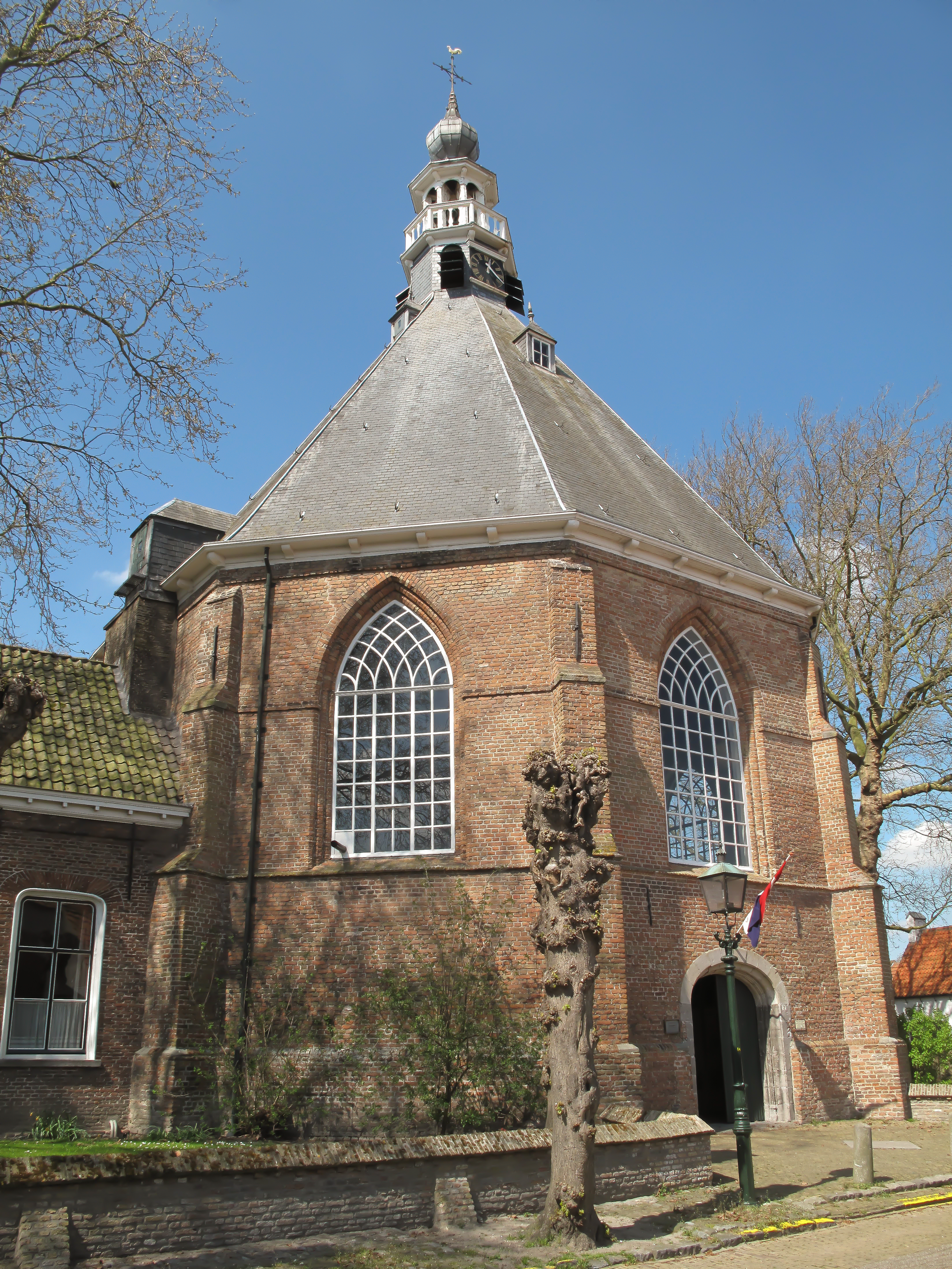
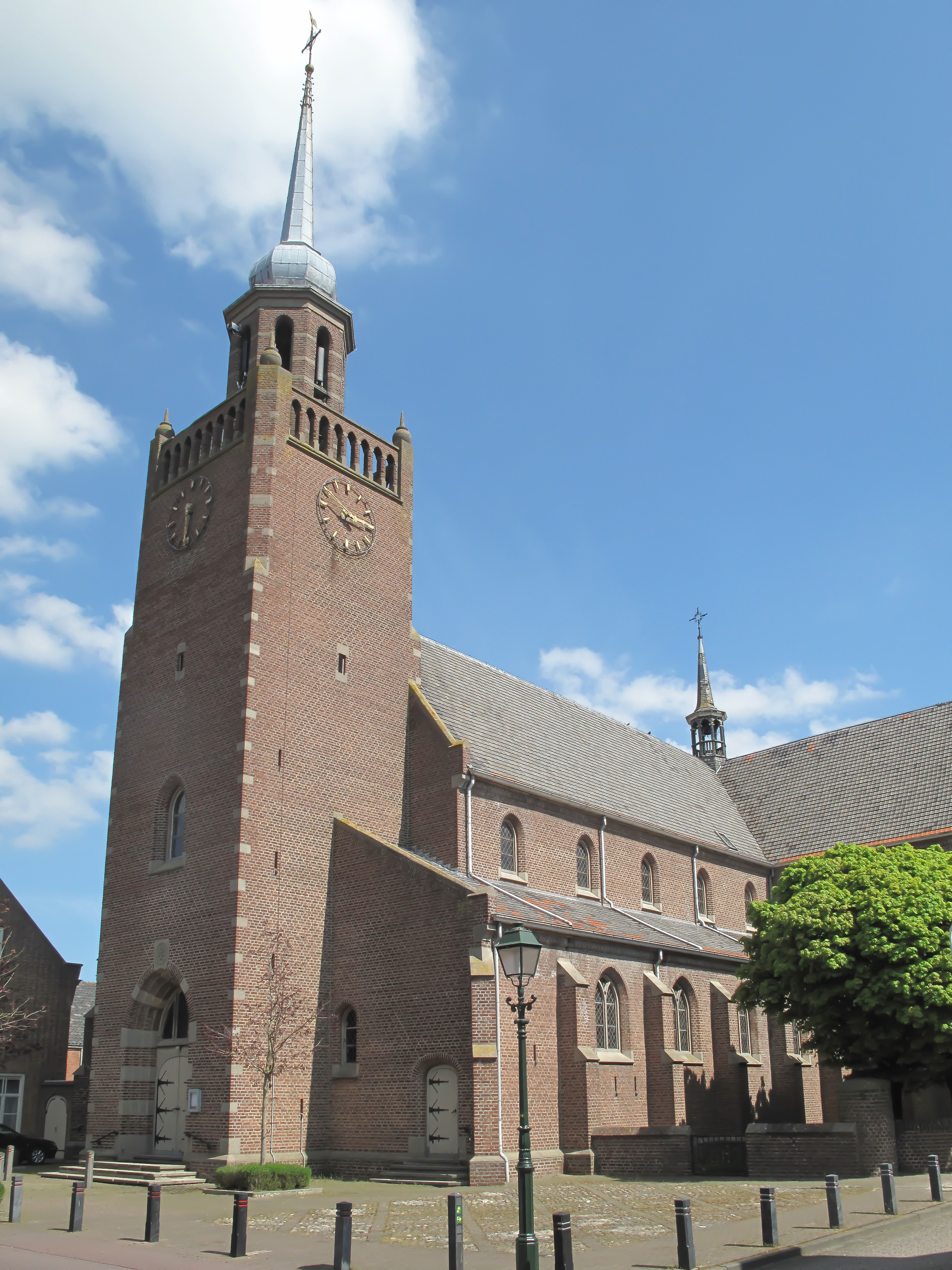
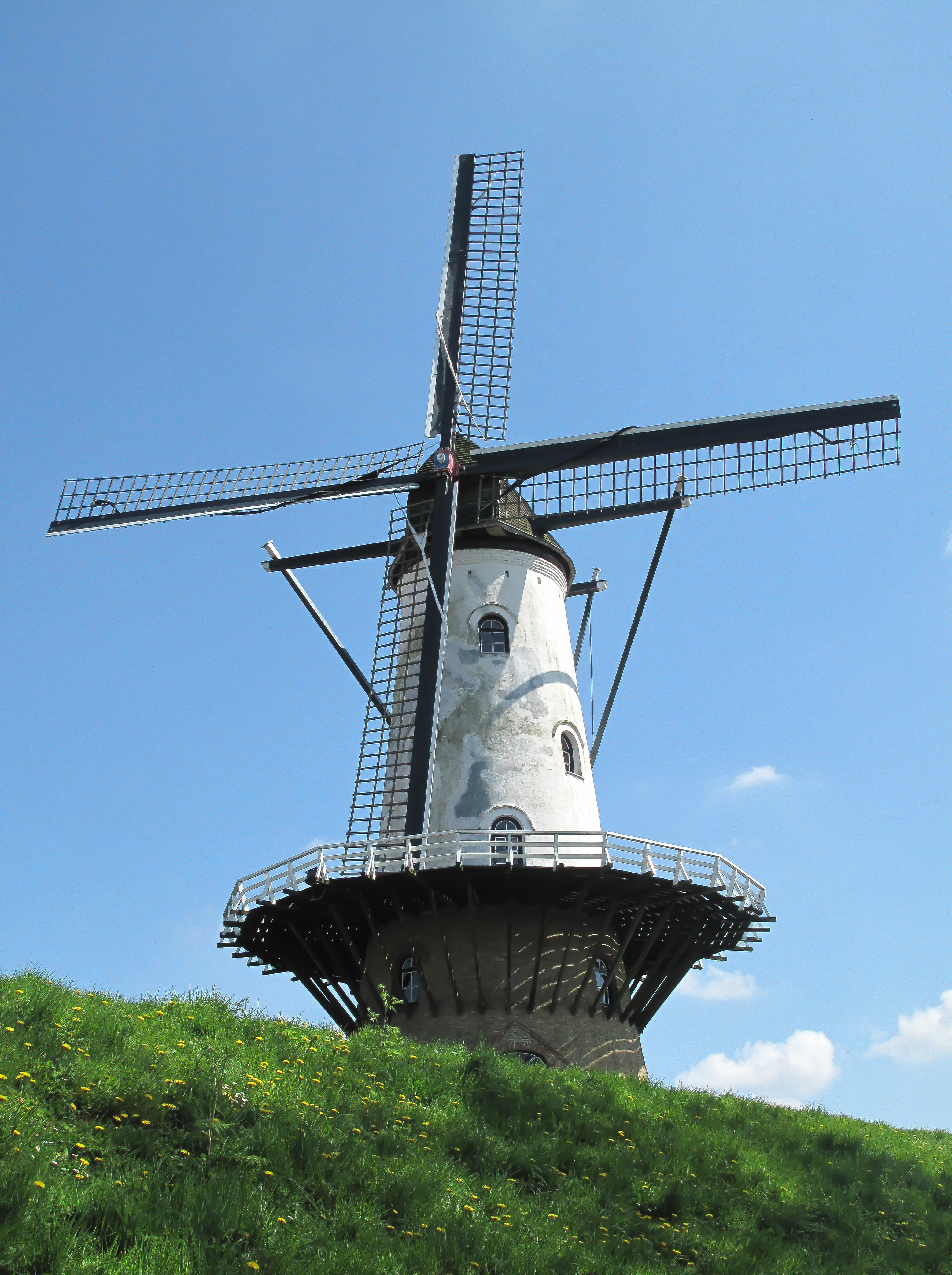
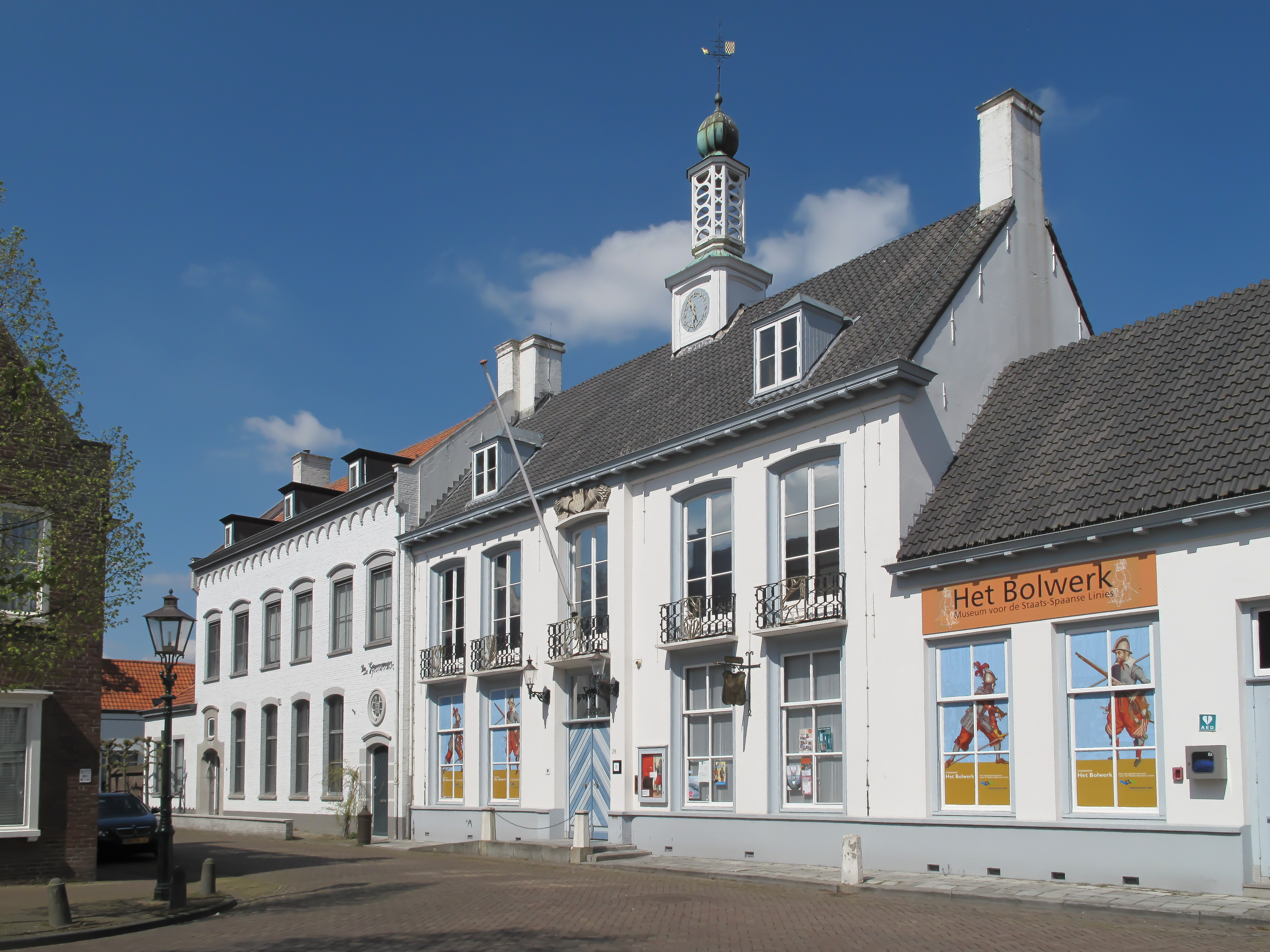